# Markelfinger Winkel

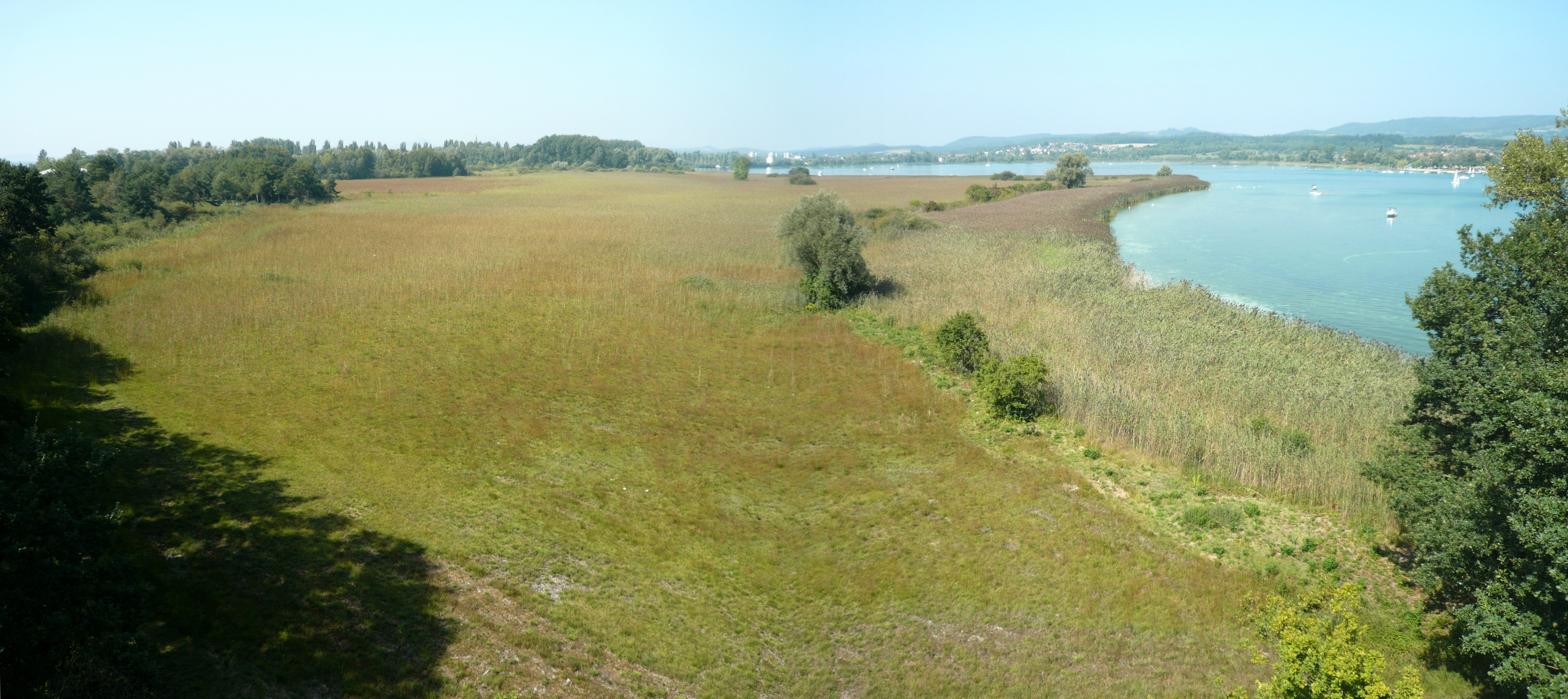
Le Markelfinger Winkel vu de la presqu'île de Mettnau.

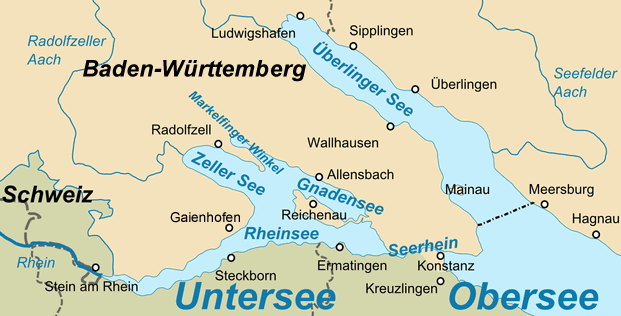
Localisation du Markelfinger Winkel.

Le Markelfinger Winkel (en allemand, l'angle de Markelfingen) est un bras de l'Untersee (partie inférieure du lac de Constance), séparé du Zeller See par la presqu'île de Mettnau.

## Géographie
Long d'environ 3 km pour une largeur qui varie entre 500 et 1 000 m, il est situé à l'extrémité nord de l'Untersee. Il est bordé, à l'ouest, par l'agglomération de Radolfzell, au sud par la réserve naturelle de Mettnau, au nord par une voie ferrée et par une succession de terrains agricoles et de zones résidentielles (y compris le village de Markelfingen, qui lui a donné son nom). À l'est, le Markelfinger Winkel communique avec le Gnadensee, la portion nord-est de l'Untersee.

## Activités
Cette portion de l'Untersee est souvent gelée en hiver, ce qui permet la pratique du patin à glace.

## Écologie
La faible profondeur du Markelfinger Winkel et l'absence de courants favorisent la présence de nutriments qui procurent de la nourriture aux oiseaux aquatiques.